# Beach Ngobila

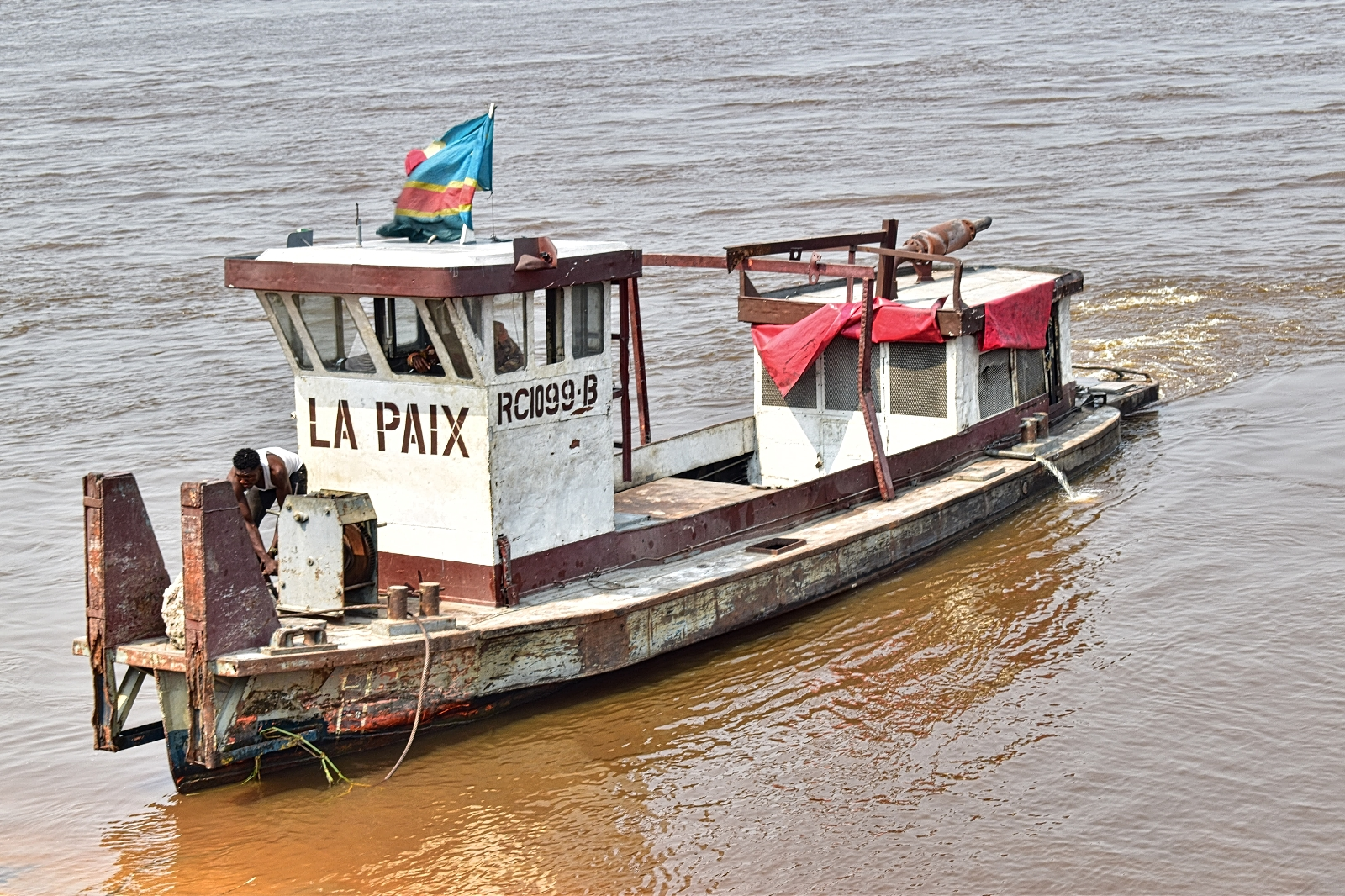
Bateau en Provenance de Brazzaville

Le beach Ngobila est le nom donné au port d'embarquement et de débarquement des passagers qui traversent le fleuve Congo entre Kinshasa (République démocratique du Congo) et Brazzaville (République du Congo).
Il est exploité par l'ONATRA en pool avec l'ex-Agence Transcongolaise des Transports (ATC/BRAZZAVILLE).